# پادهاری
پادهاری (به انگلیسی: Paddhari) یک منطقهٔ مسکونی در هند است که در Paddhari Taluka واقع شده‌است. پادهاری ۱۶٫۱ کیلومتر مربع مساحت و ۱۰٬۵۴۷ نفر جمعیت دارد و ۶۲ متر بالاتر از سطح دریا واقع شده‌است.